# Księginki (przystanek kolejowy)
Księginki – otwarty 18 maja 1896 roku i zamknięty 1 października 1991 roku przystanek osobowy w Lubaniu na linii kolejowej nr 337 Lubań Śląski – Leśna, w powiecie lubańskim, w województwie dolnośląskim, w Polsce. Przystanek znajdował się w dawnej wsi Księginki (niem. Kerzdorf), obecnie jest to dzielnica Lubania.